# チェド・エバンス
チェドウィン・マイケル・"チェド"・エヴァンス（Chedwyn Michael "Ched" Evans, 1988年12月28日 - ）は、ウェールズ・セント・アサフ出身のサッカー選手。プレストン・ノースエンドFC所属。ポジションはフォワード。

## 経歴

### クラブ
2007-08シーズンにはノリッジ・シティFCにレンタルされると、28試合出場10ゴールの活躍を見せ、期待に応える。2008-09シーズンにマンチェスター・シティFCにローンバックされ、8月18日のアストン・ヴィラFC戦でプレミアリーグデビューを飾り、9月21日のポーツマスFC戦でプレミアリーグ初ゴールをマークした。2009年7月、シェフィールド・ユナイテッドFCへ移籍金300万ポンドで移籍した。
2012年に強姦の容疑で懲役5年の判決を受けたが、2014年に釈放された。
2016年6月20日、同10月に再審を控える中でフットボールリーグ1のチェスターフィールドFCと1年契約を結んだ。これに伴い長年クラブのスポンサーを務めてきた企業が撤退する事態となった。10月14日に無罪判決が下され、翌年1月16日に契約を1年延長した。
2017年5月、シェフィールド・ユナイテッドFCへ復帰。
2018年7月、フリートウッド・タウンFCにシーズン終了までの期限付きで移籍。2019年8月6日、完全移籍となった。
2021年1月6日、 プレストン・ノースエンドFCに期限付きで移籍した。

### 代表
ウェールズU-19代表、U-21代表に選出され、U-21代表ではアーロン・ラムジーらと共に中心選手として、8試合に出場し、9ゴールをマークする活躍を見せた。